# Fabrilo
Julio Aparici y Pascual dit « Fabrilo », né à Valence (Espagne) le 1er novembre 1866, mort à Valence le 30 mai 1897, était un matador espagnol.

## Présentation
Il se présente à Madrid comme novillero le 27 février 1887. Il prend l’alternative à Valence le 14 octobre 1888 avec comme parrain « El Gordito » face à des taureaux de la ganadería de Nandín. Il confirme son alternative à Madrid le 30 mai 1889 avec comme parrain « Frascuelo » et comme témoin Luis Mazzantini face à des taureaux de Miura. Il était considéré comme vaillant mais peu talentueux.
Le 27 mai 1897, dans les arènes de Valence, il est gravement blessé par le taureau « Lengueto » de la ganadería de Camará, lors de la pose des banderilles. Il meurt à Valence le 30 mai suivant.